# Yoroa
Yoroa is een geslacht van spinnen uit de  familie van de Theridiidae (kogelspinnen).

## Soorten
- Yoroa clypeoglandularis Baert, 1984
- Yoroa taylori Harvey & Waldock, 2000